# Allantoma
Allantoma là một chi thực vật có hoa trong họ Lecythidaceae.

## Loài
Chi Allantoma gồm các loài:
1. Allantoma decandra (Ducke) S.A.Mori, Ya Y.Huang & Prance - Peru, Brazil
2. Allantoma integrifolia (Ducke) S.A.Mori - Amazonas State in Brazil
3. Allantoma kuhlmannii (Ducke) S.A.Mori - Rondônia State in Brazil
4. Allantoma lineata (Mart. ex O.Berg) Miers - Amazonas State in Venezuela; Amazonas and Pará States in Brazil
5. Allantoma pachyantha (A.C.Sm.) S.A.Mori, Ya Y.Huang & Prance - Amazonas State in Brazil
6. Allantoma pauciramosa (W.A.Rodrigues) S.A.Mori, Ya Y.Huang & Prance - Amazonas State in Brazil
7. Allantoma pluriflora S.A.Mori, Ya Y.Huang & Prance - Colombia
8. Allantoma uaupensis (Spruce ex O.Berg) S.A.Mori, Ya Y.Huang & Prance - Amazonas State in Brazil